# Ach, rodný bratře, kde tě mám?
Ach, rodný bratře, kde tě mám? (v anglickém originále Oh Brother, Where Art Thou?) je 15. díl 2. řady (celkem 26.) amerického animovaného seriálu Simpsonovi. Scénář napsal Jeff Martin a díl režíroval Wes Archer. V USA měl premiéru dne 21. února 1991 na stanici Fox Broadcasting Company a v Česku byl poprvé vysílán 17. září 1993 na stanici ČT1.

## Děj
Po zhlédnutí nejnovějšího McBainova filmu dostane děda při hádce s prodavačem v kině lehký infarkt. V domnění, že by mohl zemřít, se přizná k dlouho skrývanému tajemství: Homer má nevlastního bratra. Než se Abe oženil s Homerovou matkou, měl s pouťovou prostitutkou syna, kterého nechali v shelbyvillském sirotčinci. Homer je odhodlán bratra najít, navštíví sirotčinec a dozví se, že dědečkovo dítě z lásky, které se jmenovalo Herbert, adoptovali manželé Powellovi. 
Herbert „Herb“ Powell – který vypadá jako Homer, až na to, že je vyšší, štíhlejší a má více vlasů – vlastní Powell Motors, detroitskou automobilku. Herb je radostí bez sebe, když se dozví, že Homer je jeho nevlastní bratr, a pozve Simpsonovy k sobě do sídla. Bart, Líza a Maggie jsou Herbovým bohatým životním stylem a laskavou povahou nadšeni, ale Marge se obává, že bohatství zkazí její děti. Poté, co Herb usoudí, že Homer, průměrný Američan, je ideální osobou pro návrh nového auta jeho společnosti, dá mu volnou ruku k navrhování automobilu. Když Herbův designérský tým ignoruje Homerovy obskurní návrhy, Herb Homera povzbudí, aby převzal velení nad projektem a do konečného návrhu zahrnul své vlastní nápady. 
Jakmile je nový vůz s velkou slávou představen, Herb s hrůzou zjistí, že jde o špatně navrženou obludu, která stojí 82 000 dolarů a nutí Powell Motors k bankrotu. Banka zabaví Herbovo sídlo a on přijde o vše, na čem pracoval. Když Herb opouští Detroit autobusem, vztekle se zřekne Homera jako bratra. Přijede děda a vynadá Homerovi, že Herbovi zničil život. Zatímco Homer veze rodinu domů, Bart mu říká, že jeho auto je skvělé. Homerovi se uleví, když se dozví, že se líbí alespoň jednomu člověku.

## Produkce
Díl napsal Jeff Martin a režíroval jej Wes Archer. V epizodě se poprvé v Simpsonových objevuje Homerova matka i Herb Powell. Někteří fanoušci byli smutným koncem epizody rozladěni, a proto se producenti rozhodli napsat pokračování, ve kterém by Herb dostal vlídnější osud. Výsledná epizoda s názvem Brácho, můžeš postrádat dva tácy? byla odvysílána na konci 3. řady.
Díl Ach, rodný bratře, kde tě mám? byl nahrán 13. srpna 1990. Hlas Herbovi propůjčila hostující hvězda Danny DeVito, americký herec, kterého do role navrhl výkonný producent Simpsonových Sam Simon. Nancy Cartwrightová, dabérka Barta, ve své autobiografii My Life as a 10-Year-Old Boy píše, že DeVito musel své repliky nahrát rychle, protože měl jinou schůzku, a tak se štáb soustředil na nahrávání pouze jeho scén místo celé epizody najednou. Cartwrightová byla DeVitovým fanouškem a vzpomíná: „Dnes ráno jsem si u stolu zrovna naplnila talíř různým ovocem, když mi Bonnie zezadu řekla: ‚Nancy, chci ti představit…‘ a já se otočila a prakticky jsem shodila Dannyho DeVita, celých jeho 150 centimetrů. Jak trapné!“. Při nahrávání scén stála Cartwrightová přímo naproti DeVitovi, což ocenila, protože ho mohla vidět v akci. DeVito se podle ní do svého výkonu „vrhl tělem i duší“. Během natáčení si režisér animace Archer zapisoval na kus papíru některé DeVitovy postoje, gesta a mimiku při jeho vystoupení. V jedné scéně epizody Herb říká Homerovi a zbytku rodiny Simpsonových, aby se „cítili jako doma. Máme tu tenisový kurt, bazén, promítací místnost…“ Cartwrightová o tom napsala: „Tohle bylo zřejmě napsáno s ohledem na Dannyho, protože nepochybuji, že má výše zmíněné vybavení i ve skutečném životě. Zasloužil si právo stát vysoko a vůbec by mě nešokovalo, kdyby na nás chrlil svůj postoj, kdyby chtěl. Ale je to dříč a na práci se soustředil. (…) Když epizoda vyvrcholila, zjistili jsme, že všechny materiální věci na světě pro Herba neznamenají tolik jako být s rodinou. Nějak mám prostě pocit, že tento díl byl ušitý na míru Dannymu, člověku od rodiny.“.

## Kulturní odkazy
Příběh kontroverzně stylizovaného vozu, který způsobil krach společnosti, se podobá příběhu vozů Edsel, Tucker 48 a pozdějšího DeLoreanu. Edsel byl kontroverzně stylizovaný vůz pojmenovaný po synovi Henryho Forda, Edselovi, a je považován za jeden z největších automobilových propadáků v historii. Výroba modelu Tucker Torpedo, který představil mnoho nových prvků, byla v roce 1949 zastavena uprostřed skandálu a obvinění z podvodů s akciemi. Homer chce, aby klaksony vozu, který navrhuje, hrály tradiční španělská lidová píseň „La Cucaracha“. Na odhalení Homerova nového vozu je přítomen papež. Herb vynadá svým zaměstnancům za to, že navrhli, aby společnost pojmenovala nový vůz „Persefona“ podle řecké bohyně plodnosti v řecké mytologii, a řekne jim: „Lidé nechtějí auta pojmenovaná po starých hladových řeckých babách! Chtějí jména jako Mustang a Gepard, jména zákeřných zvířat,“ s odkazem na vozy Ford Mustang a Lamborghini Gepard.
Název epizody je odkazem na název fiktivní knihy O Brother, Where Art Thou? z filmu Sullivanovy cesty z roku 1941. Herb žije v domě, jenž vypadá jako dům amerického architekta Franka Lloyda Wrighta v Oak Parku ve státě Illinois, pracuje v ateliéru, který vypadá jako škola architektury Taliesin ve Spring Green ve Wisconsinu, a jeho továrna připomíná ústředí Johnson Wax v Racine ve Wisconsinu, přičemž všechny tři budovy navrhl Wright.

## Přijetí
V původním vysílání skončil díl v týdnu od 18. do 24. února 1991 na 26. místě ve sledovanosti s ratingem 15,4 podle agentury Nielsen, což odpovídalo přibližně 14,1 milionu diváckých domácností. Jednalo se o nejlépe hodnocený pořad na stanici Fox v tomto týdnu.
Po odvysílání epizoda získala od televizních kritiků převážně pozitivní hodnocení. Autoři knihy I Can't Believe It's a Bigger and Better Updated Unofficial Simpsons Guide, Warren Martyn a Adrian Wood, napsali, že ačkoli je „nevyhnutelné“, že Homerovo auto bude katastrofa, „radost z této epizody spočívá v předvídání, o jaký druh katastrofy přesně jde“.
Redakce IGN v recenzi 2. řady uvedla, že díl je jedním ze „skutečných vítězů, které lze ve 2. sérii najít“. Colin Jacobson z DVD Movie Guide označil epizodu za solidní díl a řekl, že představení Homerova bratra „mohlo být trikové, zejména s hostující hvězdou velkého jména, jako je DeVito, ale koncept se povedl“. Jacobson dodal, že podle něj DeVito „vnesl do své role jiskru a udělal Herba zábavným a živým. Díly, v nichž Homer vyvíjel své auto, byly také zábavné a nabídly jedny z nejlepších kousků seriálu.“
Jeremy Kleinman z DVD Talk uvedl, že epizoda „obsahuje další skvělý hostující hlas, tentokrát Dannyho DeVita jako hlas Homerova dávno ztraceného bratra Herba, který znovu vstoupí do Homerova života a požádá ho o ‚obyčejnou lidskou‘ perspektivu při stavbě auta. Opět se projevuje Homerova sentimentalita.“ Nathan Ditum z Total Filmu zařadil DeVitův výkon na desáté místo nejlepších hostujících vystoupení v historii seriálu.
Dne 29. června 2013 společnost Porcubimmer Motors debutovala na závodě 24 hodin Le Mans v Buttonwillow v Kalifornii se skutečnou verzí „The Homer“, vozu, který Homer v této epizodě navrhl.